# Keith Harwood
Keith Harwood (1940 – 3 settembre 1977) è stato un montatore statunitense.
È stato un tecnico del suono, rinomato soprattutto per il suo lavoro agli Olympic Studios con David Bowie (in Diamond Dogs nel 1974), i Pretty Things e Ron Wood. Harwood collaborò alla realizzazione degli album It's Only Rock 'n' Roll (1974) e Black and Blue (1976) dei Rolling Stones insieme ai fratelli Andy e Glyn Johns, rispettivamente. Fu anche tecnico del suono in diversi album dei Led Zeppelin, tra cui Houses of the Holy (1973), Physical Graffiti (1975) and Presence (1976).
In 1977, Harwood fu tecnico del suono nelle sessioni di missaggio di New York per l'album dei Rolling Stones Love You Live. Morì poco dopo aver terminato una sessione di registrazione, mettendosi alla guida della propria auto sotto l'effetto di droghe. Ci fu un incidente, e Harwood morì sul colpo. I Rolling Stones dedicarono Love You Live alla memoria di Harwood.